# União das Freguesias de Belmonte e Colmeal da Torre
União das Freguesias de Belmonte e Colmeal da Torre, kurz Belmonte e Colmeal da Torre, ist eine Gemeinde (Freguesia) im portugiesischen Kreis (Concelho) von Belmonte. Auf einer Fläche von 38,33 km² leben hier 3912 Menschen (Zahlen nach Stand 2011).
Die Gemeinde entstand im Zuge der administrativen Neuordnung in Portugal am 29. September 2013 durch Zusammenlegung der aufgelösten Gemeinden Belmonte und Colmeal da Torre. Sitz der neuen Gemeinde wurde Belmonte, während die Gemeindeverwaltung in Colmeal da Torre als Bürgerbüro bestehen blieb.